# Movimento de Autofortalecimento
O Movimento de Autofortalecimento, também conhecido como Ocidentalização  ou Movimento de Assuntos Ocidentais  (c. 1861), foi um período de reformas institucionais radicais iniciadas na China durante o final da Dinastia Qing, após os desastres militares das Guerras do Ópio.
O incêndio britânico e francês do Antigo Palácio de Verão em 1860, enquanto os exércitos rebeldes de Taiping marchavam para o norte, forçou a corte imperial a reconhecer a crise. O Príncipe Gong foi nomeado regente, Grande Conselheiro e chefe do recém-formado Zongli Yamen (um ministério de facto das relações exteriores). Autoridades chinesas han locais, como Zeng Guofan, estabeleceram milícias privadas ocidentalizadas para levar a cabo a guerra contra os rebeldes. Zeng e os seus exércitos acabaram por derrotar os rebeldes e prosseguir os esforços para importar tecnologia militar ocidental e traduzir o conhecimento científico ocidental. Eles estabeleceram arsenais, escolas e fábricas de munições bem-sucedidos.
Nas décadas de 1870 e 1880, seus sucessores usaram seus cargos como funcionários provinciais para construir navios, linhas telegráficas e ferrovias. A China fez progressos substanciais na modernização da sua indústria pesada e militar, mas a maioria da elite dominante ainda subscreveu uma visão de mundo confucionista conservadora, e os "autofortalecedores" estavam, em geral, desinteressados na reforma social para além do âmbito da modernização económica e militar. . O Movimento de Autofortalecimento conseguiu assegurar o renascimento da dinastia à beira da erradicação, sustentando-a por mais meio século. Os consideráveis sucessos do movimento chegaram a um fim abrupto com a derrota da China na Primeira Guerra Sino-Japonesa em 1895. Outro grande esforço de modernização conhecido como as últimas reformas Qing começou em 1901, após o fracasso da Reforma dos Cem Dias e as invasões da Aliança das Oito Nações.

## Antecedentes

### Etimologia

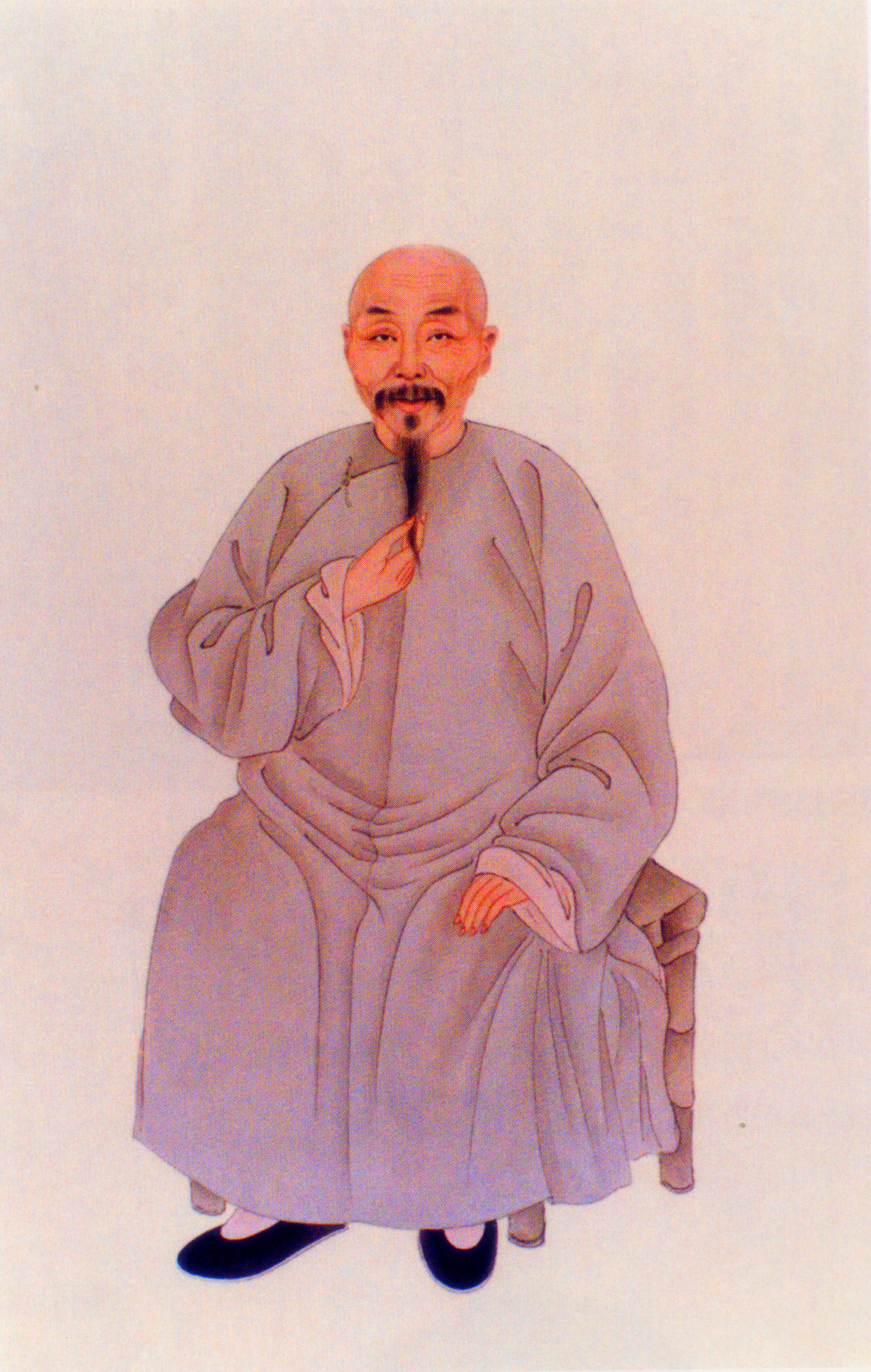
Feng Guifen, criador da frase

O uso original da frase "autofortalecimento" vem do antigo I Ching, onde está escrito: "O homem superior torna-se forte". A mesma frase é usada pela dinastia Sung do Sul em referência ao tratamento da crise da invasão de Jurchéns, e novamente pelo Imperador Qianlong, escrevendo que o autofortalecimento era um requisito para afastar as aspirações estrangeiras. 
À medida que o século XVIII chegava ao fim e o declínio gradual da burocracia chinesa se tornava aparente, houve uma rápida mudança na ideologia dos estudiosos confucionistas chineses em direção à "Escola de Aprendizagem Prática" (jingshi), que defendia uma abordagem prática para governo e não se esquivou de apelar a reformas institucionais. Esses estudiosos passaram a cooptar ideias da antiga filosofia legalista como fujiang, o foco na riqueza e no poder do estado. 
A preocupação com o “autofortalecimento” da China foi expressa por Feng Guifen em uma série de ensaios apresentados por ele a Zeng Guofan em 1861. Feng obteve experiência em guerra comandando um corpo de voluntários na campanha do governo Qing contra os rebeldes Taiping. Em 1860 mudou-se para Xangai, onde ficou muito impressionado com a tecnologia militar ocidental.
Em seus diários, Zeng mencionou sua retórica de autofortalecimento voltada para a modernização tecnológica na tentativa de defender a soberania e a integridade territorial da nação. 
Li Hongzhang utiliza o termo numa carta de 1864, na qual identifica a força ocidental como estando na tecnologia e defende a aprendizagem da construção de tais máquinas, primeiro militares e posteriormente – num memorial no ano seguinte – civis.  Outros termos usados para se referir ao movimento são Movimento de Ocidentalização ou Movimento de Assuntos Ocidentais.  

### Início

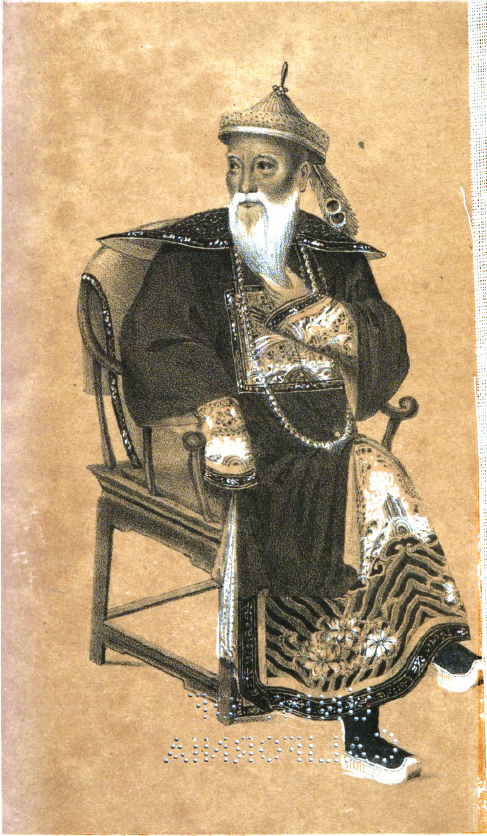
Comissário Lin Zexu

Os primeiros trabalhos de estudiosos como Chen Lujiong (1730), Wang Dahai (1791) e Xie Qinggao (1820) já defendiam a ideia de que os países ocidentais eram uma ameaça devido à sua tecnologia militar superior: esses estudiosos também apelaram à adoção de tecnologias ocidentais para armamentos. 
O oficial acadêmico Wei Yuan, escrevendo em nome do Comissário Lin Zexu no final da Primeira Guerra do Ópio, expressou defesa da produção de armamentos e navios de guerra ocidentais.  Nas décadas de 1830 e 1840, surgiram propostas incitando a utilização da tecnologia militar ocidental para a defesa contra potências estrangeiras, bem como reformas específicas nas instituições tradicionais, como os Exames Imperiais, para ajudar na propagação da nova tecnologia.  Durante a Primeira Guerra do Ópio, Lin Zexu comprou algumas centenas de armas e um navio dos europeus. 
A rebelião de Taiping (1851-1864) não foi relativamente primitiva em termos de armas. Um número cada vez maior de traficantes de armas e comerciantes do mercado negro ocidentais vendiam armas ocidentais, como mosquetes, rifles e canhões modernos, aos rebeldes.  A liderança de Taiping defendeu a adoção de ferrovias e navios a vapor, entre outros desenvolvimentos ocidentais.  Zeng Guofan, oficial na província de Hunan, começou o recrutamento para a sua milícia de gestão privada, o Exército Xiang, obtendo fundos de comerciantes locais, para combater os rebeldes,  usando armas e treino ocidentais.  As forças imperiais abrangiam o Exército Sempre Vitorioso, composto por soldados chineses liderados por um corpo de oficiais europeus (ver Frederick Townsend Ward e Charles Gordon), apoiados por empresas de armas britânicas como Willoughbe & Ponsonby. 
Em 1860, a esmagadora maioria da classe académica chinesa tornou-se consciente da transformação radical que estava a ocorrer. Proclamavam agora que a mudança era irresistível e defendiam estudos mais profundos da tecnologia ocidental. 
Em julho de 1861, o Príncipe Gong declarou ter recebido aprovação imperial para a compra de armas estrangeiras para autofortalecimento, iniciando o movimento reformista. 

## Primeira fase (1861-1872)

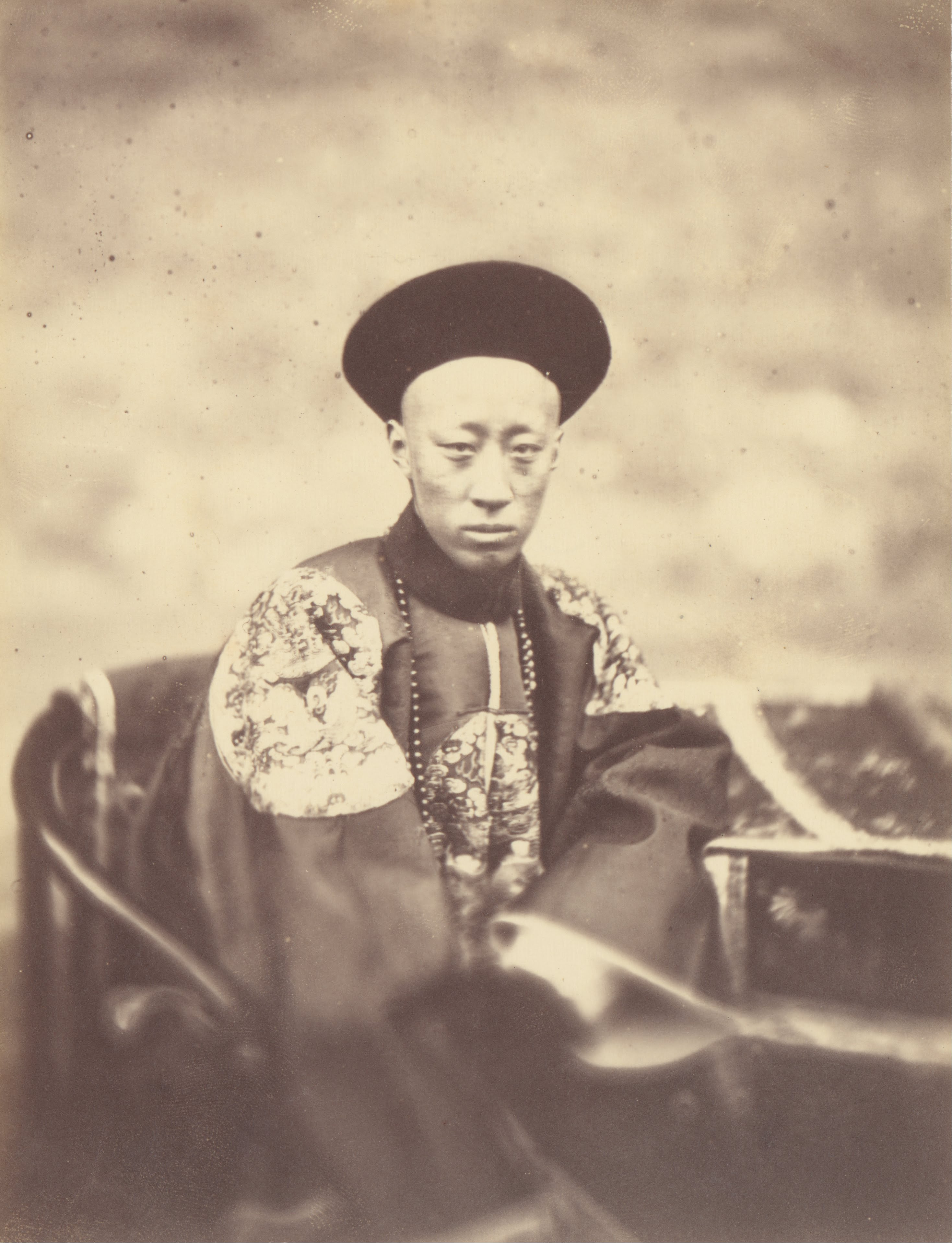
Príncipe Gong, com 27 anos.

O movimento pode ser dividido em três fases. A primeira durou de 1861 a 1872, enfatizou a adoção de armas de fogo, máquinas, conhecimento científico e formação de pessoal técnico e diplomático ocidentais através do estabelecimento de um escritório diplomático e de um colégio.
O Tongwen Guan foi criado em 1862 pela defesa conjunta do Príncipe Gong e Wenxiang, oferecendo aulas em inglês, francês, russo e alemão, a fim de treinar diplomatas para interagir com os ocidentais. Li Hongzhang fundou uma escola de idiomas semelhante em Xangai em 1862, e outra escola desse tipo foi fundada em Guangzhou em 1863 e em Fuzhou em 1866. Estas escolas tornaram-se os veículos pioneiros dos estudos ocidentais; em 1867, Astronomia e Matemática foram adicionadas ao currículo de Tongwen Guan. 
Os funcionários do governo chinês foram dominados pelo desejo de manter relações pacíficas com as potências ocidentais através da “confiança”, “fidelidade”, “suavidade” e “paciência”, e persuadiram o público chinês a aceitar a presença ocidental nos portos do tratado. No entanto, as atividades estrangeiras não abrangidas pelos tratados foram estritamente proibidas. 
Após a Primeira Guerra do Ópio, os jornais ocidentais começaram a ser traduzidos para o chinês como meio de obter informações sobre o Ocidente e, depois de 1851, isso foi expandido para livros ocidentais. Esses esforços foram liderados pelo Tongwen Guan e pelo Arsenal de Jiangnan e distribuídos por todo o país. O Arsenal Jiangnan traduziu um total de 143 livros ocidentais no período de 1868-1879. O entusiasmo intelectual chinês pela ciência ocidental disparou. 

### Superintendentes de Comércio
Como resultado de tratados com as potências ocidentais, os dois portos de Tianjin e Xangai foram abertos ao comércio ocidental. Dois funcionários intitulados Comissário de Comércio para os portos do sul e do norte, respectivamente, foram nomeados para administrar questões de comércio exterior nos portos recém-inaugurados.

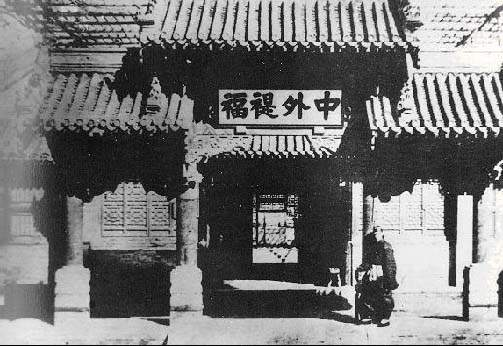
Portão frontal do Zongli Yamen, o Ministério das Relações Exteriores de fato.

Embora a razão ostensiva para a criação destes dois gabinetes governamentais fosse a administração dos portos do novo tratado, as razões subjacentes à sua criação eram mais complicadas: estes superintendentes deveriam confinar aos portos todas as negociações diplomáticas com estrangeiros, em vez de sobrecarregar o governo central. governo em Pequim com eles. A autoridade dos comissários também passou a incluir a supervisão de todos os novos empreendimentos que utilizassem conhecimento e pessoal ocidentais; assim, tornaram-se os coordenadores da maioria dos esforços de autofortalecimento.
Li Hongzhang foi o Superintendente de Tianjin desde 1870 e teve tanto sucesso em assumir as funções do Zongli Yamen que a comunicação entre a corte imperial e os diplomatas estrangeiros em Pequim foi mantida sob os auspícios dos reformadores do Autofortalecimento. 
Esta fase foi também a primeira vez que começaram a trabalhar nos tratados que mais tarde seriam instituídos.

#### Serviço de Alfândega Marítima (1861)

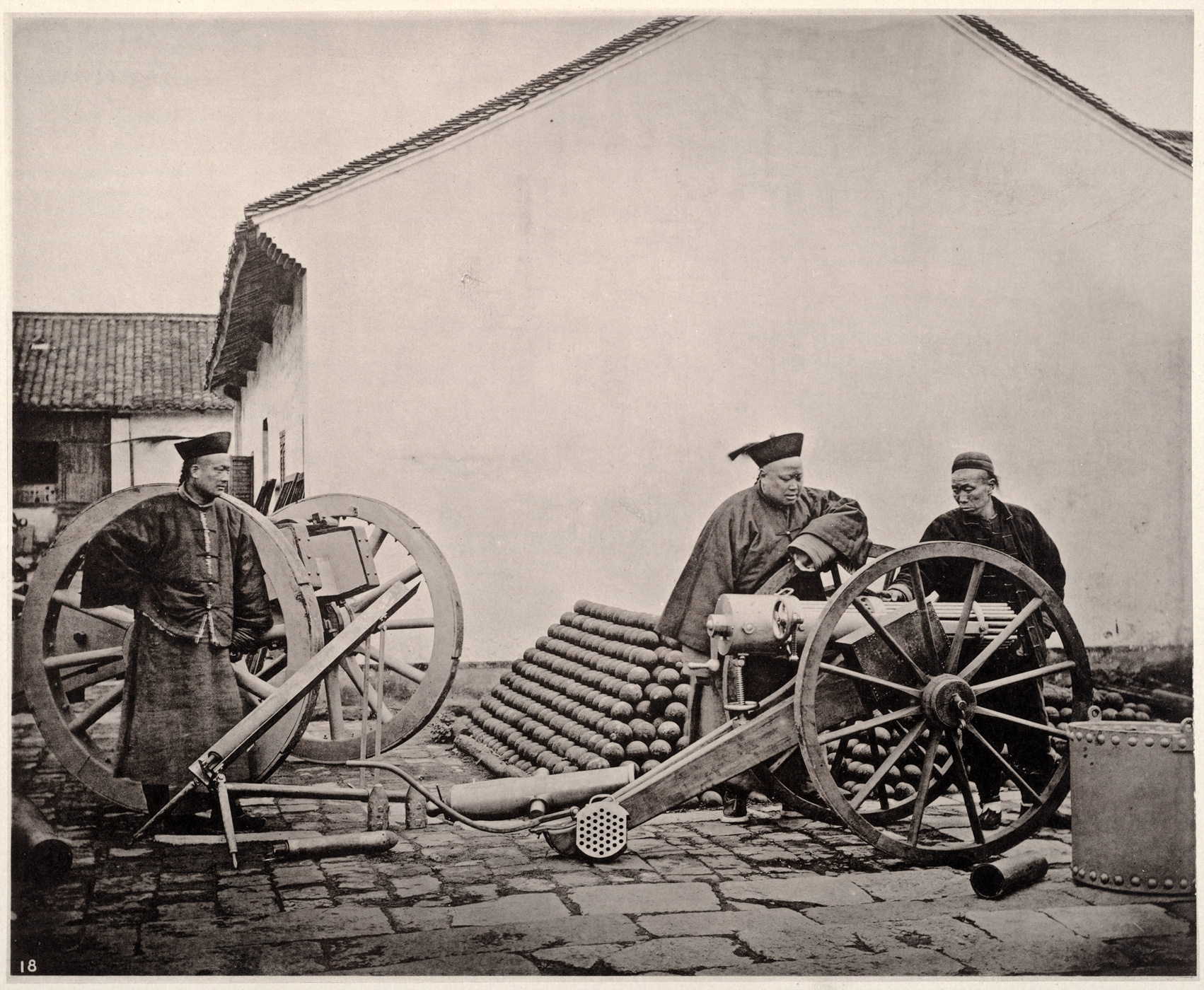
Arsenal Jinling, Nanquim, construído por Li Hongzhang em 1872.

Um cidadão britânico, Horatio Nelson Lay, foi nomeado Inspetor-Geral do Serviço Imperial de Alfândega Marítima, criado em abril de 1861. Este gabinete evoluiu a partir da Inspecção das Alfândegas, de gestão estrangeira, fundada em 1854, que teve origem no Sistema Provisório instituído em 1853 pelas potências estrangeiras. Isto foi possível devido ao colapso da autoridade governamental chinesa em Xangai, após o avanço da Rebelião Taiping nas proximidades. O escritório foi concebido para cobrar tarifas de forma equitativa e gerar novas receitas para a corte imperial Qing a partir dos direitos de importação de produtos estrangeiros, um dever impossível para os funcionários chineses que eram agora impotentes para impor a sua autoridade sobre os estrangeiros. O principal dever de Lay era exercer vigilância sobre todos os aspectos das receitas marítimas e supervisionar os superintendentes inspetores chineses que arrecadavam receitas nos vários portos do tratado. Em vez de ser uma inovação, este movimento apenas institucionalizou um sistema que existia desde 1854. 
Durante a segunda metade do século XIX, a China seria explorada ao máximo através do exercício, por parte do Serviço Aduaneiro Marítimo estrangeiro, das tarifas do tratado sobre o ópio e outros produtos, navegação interior, colónias, territórios de concessão e extraterritorialidade. O serviço alfandegário marítimo garantiu ao governo chinês uma fonte confiável e crescente de novas receitas. As receitas aduaneiras aumentaram de 8,5 milhões de taéis de prata em 1865 para 14,5 milhões de taéis em 1885. As receitas aduaneiras pagaram as indenizações de 1860. Também forneceu parte ou a totalidade das receitas de novos empreendimentos como o Beijing Tongwen Guan, os arsenais de Jiangnan e do Xingu, o Estaleiro Naval de Fuzhou e a missão educacional nos Estados Unidos. A alfândega também desempenhou um papel importante na fiscalização do contrabando. Também mapeou a costa chinesa e instalou faróis, balizas e outros auxílios modernos à navegação marítima. 
Como resultado de um conflito com o governo chinês sobre o uso de unidades navais britânicas para reprimir a Rebelião Taiping, Lay foi substituído por Sir Robert Hart em 1863. Hart tentou fazer mais do que garantir que o serviço alfandegário proporcionasse um fluxo constante de receitas para a corte imperial Qing. Tentou iniciar algumas reformas que contribuíssem para o autofortalecimento: defendeu a criação de uma casa da moeda e dos correios nacionais, bem como tentou ajudar a China a organizar uma frota naval moderna. No entanto, ele não conseguiu obter aceitação para nenhuma das suas ideias porque a corte imperial não estava disposta a permitir que estrangeiros desempenhassem um papel activo no Movimento de Auto-Fortalecimento.

### Modernização militar

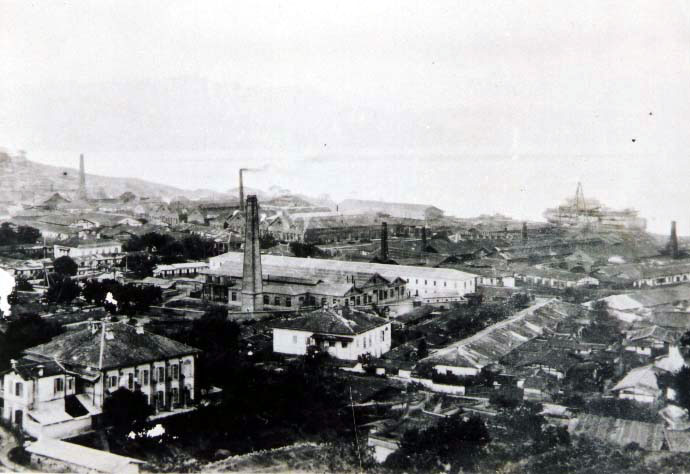
O Arsenal de Fuzhou no distrito de Mawei, Fuzhou, Fujian.

Navio de guerra chinês Yangwu, construído no Arsenal de Fuzhou em 1872.

O objetivo mais importante do Movimento de Autofortalecimento era o desenvolvimento das indústrias militares; nomeadamente, a construção de arsenais militares e de estaleiros navais para fortalecer a marinha chinesa.  O programa foi prejudicado por vários problemas:
Este programa foi liderado por líderes regionais como Zeng Guofan que, com os esforços de Yung Wing, educado no Ocidente, estabeleceu o arsenal de Xangai, Li Hongzhang que construiu os arsenais de Nanjing e Tianjin, e Zuo Zongtang que construiu o Estaleiro de Fuzhou . Os arsenais foram estabelecidos com a ajuda de conselheiros e administradores estrangeiros, como Léonce Verny, que ajudou a construir o Arsenal de Ningbo em 1862-64, ou o oficial francês Prosper Giquel, que dirigiu a construção do Arsenal de Fuzhou em 1867-74. Zeng e Li colaboraram para construir o Arsenal Jiangnan. Escolas para o estudo de habilidades mecânicas e de navegação sob a direção de conselheiros estrangeiros foram estabelecidas nesses arsenais e estaleiros. Como estes poderosos homens fortes regionais eram capazes de agir independentemente do governo central, havia pouca coordenação entre as províncias e o governo.
Essas indústrias militares foram em grande parte patrocinadas pelo governo. Como tal, sofriam da habitual ineficiência burocrática e do nepotismo. Muitos dos funcionários administrativos chineses eram titulares de sinecuras que ingressaram na folha de pagamento por influência.

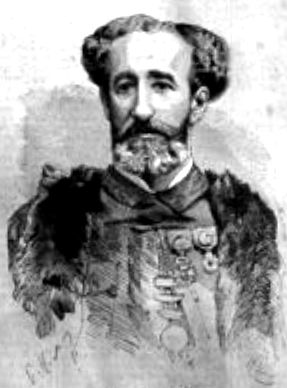
Construtor do Arsenal de Fuzhou, Prosper Giquel

O programa revelou-se caro: Li Hongzhang queria que o Arsenal de Jiangnan produzisse rifles de culatra do tipo Remington. A produção finalmente começou em 1871 e produziu apenas 4.200 rifles em 1873: esses rifles não eram apenas mais caros, mas também muito inferiores às armas Remington importadas. Os esforços de construção naval também foram decepcionantes: o programa consumiu metade da receita anual do arsenal, mas os navios construídos eram pelo menos duas vezes mais caros que os navios comparáveis disponíveis para compra na Grã-Bretanha. A falta de recursos materiais e humanos revelou-se um problema formidável. O programa dependia fortemente de conhecimentos e materiais estrangeiros. O inevitável crescimento do número de trabalhadores estrangeiros tornou inevitável o aumento dos custos. Além disso, os funcionários nem sequer sabiam quando os estrangeiros não eram suficientemente competentes para desempenhar as tarefas para as quais tinham sido contratados. A negligência nas práticas de aquisição também contribuiu para o aumento dos custos. Existiam muitas oportunidades de corrupção nos contratos de construção e na distribuição dos salários dos trabalhadores.
A organização do Exército foi reformada durante este período. O governo chinês gastou uma enorme quantidade de dinheiro em equipamento militar e orientação do Ocidente. Assim, cabia à corte imperial usar o que aprenderam para formar um novo exército.
Outra área de reforma dizia respeito à modernização da organização e estrutura militar. A reforma mais urgente consistia em reduzir as forças do Estandarte Verde a uma fração do seu tamanho e modernizar o restante. Em 1862, a corte imperial iniciou o treinamento da Força de Campo de Pequim, uma unidade de 30.000 soldados armados e treinados no Ocidente, provenientes dos Oito Estandartes. O projeto estava sob a direção de Wenxiang e do Príncipe Chun, nomeado pela Imperatriz Viúva Cixi. Devido à escassez de recrutas manchus capazes, os esforços de reforma voltaram-se para a maior parte do exército, as forças do Padrão Verde. O tamanho deles foi reduzido com a economia usada para atualizar as armas. Eles também foram modificados para permitir que os comandantes permanecessem em missões de comando mais longas, tivessem autoridade para remover subordinados insatisfatórios e para que novos recrutas fossem recrutados entre a população local em geral, em vez de famílias de militares de outras províncias. As forças retreinadas e ocidentalizadas do Padrão Verde foram posteriormente conhecidas como lianzhun (tropas retreinadas).  Algumas unidades das antigas forças do Exército do Estadnarte Verde foram integradas sob o comando dos comandantes do exército Huai modernizado. O general Huai Zhou Shengchuan, que era versado em armamentos ocidentais, defendeu a compra e manutenção adequada de armas Gatling, canhões Krupp e rifles Remington ou Snyder, juntamente com treinamento completo para seu uso. Ele também apoiou fortemente a medicina moderna, ferrovias e telegrafia, e táticas de combate modernas, como posição prona e combate noturno. 
Em 1872, o Embaixador dos EUA na China, Frederick Low, disse: "Para que você possa compreender melhor minhas razões para esta opinião, alguns fatos a respeito da atual organização das forças militares chinesas podem ser úteis. Com exceção das tropas imediatamente dentro e ao redor Pequim (Pequim), as forças militares do império são constituídas por exércitos separados que foram criados e organizados por, e estão praticamente sob o controle de, vários altos oficiais provinciais, cada vice-rei sendo responsabilizado pelo Governo Imperial por uma cota adequada de tropas para manter a ordem dentro de sua própria jurisdição e, em caso de extrema emergência, para ajudar a suprimir a insurreição ou repelir invasões em outras províncias. Teoricamente, todos os oficiais são diretamente nomeados pelo imperador, na prática, são selecionados pelos vários; vice-reis cujas nomeações são simplesmente aprovadas pelo governo central. Atualmente, todos os estrangeiros empregados na instrução de tropas na arte da guerra estão sujeitos à autoridade e controle provincial. Eles são pouco melhores em termos de patente e posição do que os “sargentos instrutores”, uma posição que, se não for degradante, não pode ser considerada honrosa. Até o General Ward e o Coronel Gordon, que foram contratados para ajudar a reprimir a rebelião de Taiping, foram contratados e pagos pelo vice-rei em Nanquim, embora o Governo Central lhes tenha dado uma posição imperial tácita, mas não real".  Charles Gordon preferia fortemente fornecer assistência ao Yong Ying regional em vez do governo central "indefeso". Depois que ele retornou à Inglaterra, os treinadores britânicos contratados pelos chineses e enviados pelo consulado britânico foram incompetentes e negligenciaram seus deveres. 

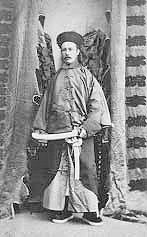
"Gordon Chinês"

Uma escola para a marinha foi fundada em Fuzhou em 1866, sob o comando de Zuo Zongtang.  Tanto as escolas de treinamento técnico quanto as de oficiais foram estabelecidas no pátio em 1867. 

### Política
Em 1864, Li Hongzhang apresentou propostas para adicionar uma nova matéria aos exames imperiais envolvendo tecnologia ocidental, para que os estudiosos pudessem concentrar seus esforços inteiramente nisso. Uma proposta semelhante foi apresentada por Feng Guifen em 1861 e Ding Richang (matemática e ciências) em 1867. Brincando, Li se descreveu como "Mudando os costumes chineses através dos costumes bárbaros" (用夷變夏); reconhecendo que a China enfrentava agora a sua convulsão mais grave em 3.000 anos, a sua assistência à aprendizagem tradicional foi em grande parte superficial.  

## Segunda fase (1872-1885)

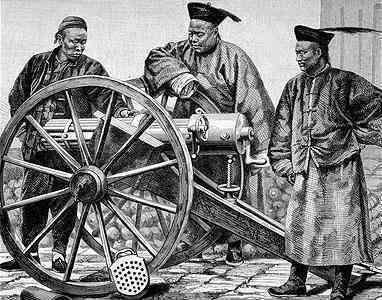
Oficiais Qing chineses com uma Metralhadora Montigny.

Em 1870, vários estrangeiros foram mortos durante tumultos em Tianjin. Este incidente azedou as relações relativamente estáveis da China com as potências ocidentais e marcou o fim do primeiro período do Movimento de Auto-Fortalecimento. No segundo período, Li Hongzhang emergiu como o líder mais importante do movimento reformista. Ele desempenhou um papel fundamental no início e no apoio a muitas das iniciativas durante este período.  Mais de 90% dos projetos de modernização foram lançados sob sua égide.
Durante esta fase, o comércio, a indústria e a agricultura receberam atenção crescente. Foi também dada atenção à criação de riqueza para fortalecer o país. Esta foi uma ideia nova para os chineses, que sempre se sentiram desconfortáveis com actividades que criam riqueza a partir de qualquer coisa que não seja a terra. O desenvolvimento de indústrias orientadas para o lucro, como o transporte marítimo, os caminhos-de-ferro, a mineração e a telegrafia, foram, portanto, empreendimentos bastante novos para o governo chinês.
O governo Qing sancionou o que ficou conhecido como "empresas mercantis supervisionadas pelo governo". Estas eram empresas com fins lucrativos operadas por comerciantes, mas supervisionadas por funcionários do governo. O capital para estas empresas veio de fontes privadas, mas o governo também forneceu subsídios em alguns casos.
Exemplos de tais empreendimentos mercantis supervisionados pelo governo incluem a China Merchants' Steam Navigation Company em 1872, as Minas Kaiping em 1877, a Shanghai Cotton Mill em 1882 e a Imperial Telegraph Administration em 1881. 
No entanto, sendo supervisionado pelo governo, essas empresas não conseguiram escapar dos lados feios da administração burocrática: sofriam de nepotismo, corrupção e falta de iniciativa. Os gestores também encontraram formas de desviar os lucros, a fim de evitar o pagamento de taxas e exações oficiais. Eles também monopolizaram os negócios nas suas respectivas áreas e, ao desencorajarem assim a concorrência privada, impediram o desenvolvimento económico. Apesar das suas ineficiências económicas, a combinação comerciante-burocrata continuou a ser o principal dispositivo para iniciar empresas industriais.
Alertado para a tendência dos comerciantes chineses investirem em negócios estrangeiros, Li Hongzhang procurou estender a assistência governamental aos empresários chineses envolvidos na concorrência contra empresas estrangeiras. A China Merchants' Steam Company foi um exemplo comovente de sucesso na recuperação do controle dos mercados de tráfego marítimo. A gestão e o capital foram totalmente retirados das mãos governamentais e entregues a vários comerciantes compradores. De 1872 a 1877, a empresa expandiu de quatro para vinte e nove navios a vapor, superando em muito os seis e cinco de seus rivais Jardine Matheson e Butterfield-Swire. Planos semelhantes foram elaborados para minas de carvão e ferro e fábricas têxteis.  Em 1876, Shen Baozhen conseguiu iniciar a construção da Mina de Carvão Keelung em Taiwan, a primeira mina de carvão moderna na China, para abastecer o Estaleiro Naval de Fuzhou. 
Li Hongzhang, em um memorial de 1874, apresentou o conceito de "Escritórios de Aprendizagem Ocidental" (洋學局) nas províncias costeiras, cuja participação receberia a honra dos graus de exame imperial. Li expandiu o Arsenal de Tianjin, fundou uma escola de ciências ocidental e enviou cadetes para a Alemanha. Ding Richang e Shen Baozhen também implementaram planos semelhantes no sul da China com os arsenais de Nanjing e Jiangnan.  As escolas públicas chinesas em Pequim, no Estaleiro Naval de Fuzhou e no Arsenal de Jiangnan começaram a ensinar matemática ocidental, uma vez que esta matéria foi apontada como o núcleo da superioridade tecnológica ocidental. Em 1872, e novamente em 1874, Shen Baozhen apresentou outra proposta ao trono para a reforma dos Exames Imperiais Militares com a inclusão da Matemática, mas a proposta foi rejeitada com base no facto de o conjunto de candidatos ainda ser demasiado pequeno para justificar uma exame. Shen também propôs a abolição dos exames militares baseados em armas obsoletas, como o tiro com arco. Ele propôs a ideia de que os alunos de Tongwen Guan com bom desempenho em matemática poderiam ser nomeados diretamente para o Zongli Yamen como se fossem graduados em exames imperiais. 
Shen Baozhen propôs uma linha telegráfica, a primeira linha construída pelos chineses na China, de Fuzhou a Mawei e Xiamen, e depois seguir para Taiwan, mas devido a trapaças da empresa dinamarquesa contratada para construir a linha, a linha caiu sob controle estrangeiro. e tornou-se uma ameaça à soberania chinesa ao permitir que os estrangeiros se comunicassem mais rapidamente do que os chineses em relação aos assuntos chineses. As linhas foram então desmontadas e remontadas em Taiwan para comunicação entre postos avançados de defesa. 

### Educação e treinamento militar moderno

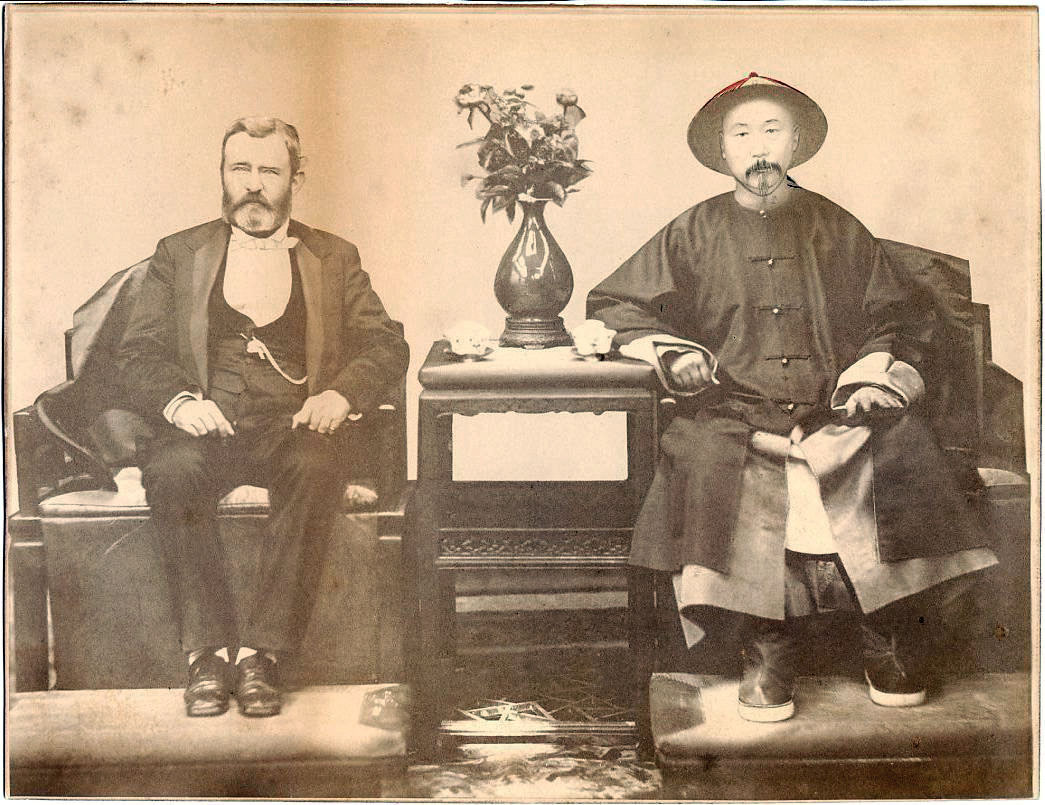
Premiê Li Hongzhang com o ex-presidente Ulysses S. Grant, 1879

O moderno sistema de ensino militar foi estabelecido e a nova estratégia de defesa nacional foi promovida durante o período.
A Missão Educacional Chinesa nos Estados Unidos foi lançada sob o patrocínio de Li Hongzhang em 1872. Um dos objetivos era matricular cadetes chineses na Academia Militar dos EUA em West Point e na Academia Naval dos EUA em Annapolis, de acordo com o Tratado de Burlingame de 1868. No entanto, as academias recusaram-se a admitir os cadetes chineses e a oposição conservadora na corte encerrou a missão em 1881.
A ideia de treinar para a Marinha começou em 1872. Na época, o ministro de navios de guerra e embarcações, Shen Baozhen, sugeriu enviar os estagiários para a marinha. No entanto, devido à falta de apoio financeiro, este plano não foi colocado em prática inicialmente. O plano chamou a atenção do governo um ano depois. Os ministros reconheceram a importância de ter uma marinha moderna e a necessidade de aprender competências avançadas de navegação. Em 1875, um grupo de cadetes da Marinha do Estaleiro Naval de Fuzhou foi enviado à França e à Inglaterra para estudos adicionais. Apoiado por Li Hongzhang e Zuo Zongtang, em 1877 Shen escolheu 30 estagiários e também os enviou para treinamento na Grã-Bretanha e na França. Este plano sustentou a formação da Frota Beiyang, a maior frota da Ásia naquela época. Mais cadetes foram em 1882 e novamente em 1886.  
O governo chinês considerava a educação moderna uma necessidade. Li Hongzhang deu um apoio significativo à educação militar moderna. Além de sua contribuição para a construção de arsenais como o Arsenal de Jiangnan, em 1872 ele organizou um quadro de oficiais chineses para ir para a Alemanha. O objetivo do quadro era estudar na academia militar alemã em Berlim.  A educação militar moderna não foi a única coisa em que o governo chinês se concentrou. Durante o Movimento de Auto-Fortalecimento, o governo chinês criou muitas turmas para estudar no estrangeiro, incluindo o Japão, os EUA e a Alemanha. O objetivo era aprender a ciência moderna e alcançar os países mais desenvolvidos o mais rápido possível. 
Outra academia naval foi inaugurada em Tianjin em 1880 através dos esforços de Li Hongzhang.  
Apesar dos esforços para introduzir educação e treinamento militar moderno, o exército Qing não adotou universalmente tais métodos, o corpo de oficiais existente não adotou exercícios ocidentais ou treinamento militar sólido, os oficiais até se opuseram aos esforços para treinar tropas de maneira centralizada. A prática de tiro ao alvo era frequentemente conduzida a uma distância de 50 pés, quando os combates ocorriam a uma distância várias vezes maior, embora o treinamento com armas fosse incomum e a maioria das tropas realizasse exercícios armados com lanças. 

### Crise de Ili e Guerra Sino-Francesa

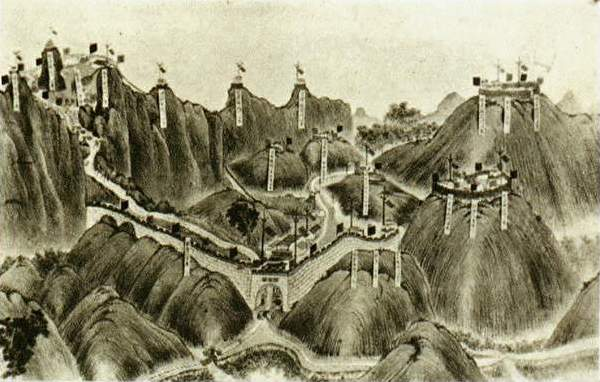
Fortificações chinesas, fronteira sino-vietnamita

Durante a crise de Ili, quando a China Qing ameaçou entrar em guerra contra a Rússia por causa da ocupação russa de Ili, o oficial britânico Charles George Gordon foi enviado à China pela Grã-Bretanha para aconselhar a China sobre as opções militares contra a Rússia caso uma guerra potencial eclodisse entre a China e Rússia.  A dinastia Qing forçou a Rússia a entregar o território disputado no Tratado de São Petersburgo (1881), no que foi amplamente visto pelo Ocidente como uma vitória diplomática para os Qing. A Rússia reconheceu que a China Qing representava potencialmente uma séria ameaça militar.  Os russos observaram os chineses construindo o seu arsenal de armas modernas durante a crise de Ili, os chineses compraram milhares de rifles da Alemanha.  Em 1880, grandes quantidades de equipamento militar e rifles foram enviados de Antuérpia para a China em barcos, enquanto a China comprava torpedos, artilharia e 260.260 rifles modernos da Europa.  Em comparação com as áreas controladas pela Rússia, mais benefícios foram concedidos ao Kirghiz muçulmano nas áreas controladas pela China. Os colonos russos lutaram contra o quirguiz nômade muçulmano, o que levou os russos a acreditar que o quirguiz seria um risco em qualquer conflito contra a China. Os quirguizes muçulmanos tinham certeza de que numa guerra iminente a China derrotaria a Rússia.  Os sinólogos russos, os meios de comunicação russos, a ameaça de rebelião interna, o estatuto de pária infligido pelo Congresso de Berlim, o estado negativo da economia russa, tudo isso levou a Rússia a conceder e negociar com a China em São Petersburgo, e a devolver a maior parte de Ili à China. 
O Exército Huai conseguiu enfrentar as forças francesas no combate em Taiwan, durante a Guerra Sino-Francesa. Quando os franceses tentaram tomar os fortes de Keelung em Taiwan e atacar perto de Tamsui, foram rechaçados pelos soldados Huai.  Os franceses também foram derrotados na Batalha de Bang Bo  e na Batalha de Phu Lam Tao,  causando constrangimento suficiente ao governo francês que encerrou a carreira do primeiro-ministro,  e a Câmara dos Deputados foi apenas faltam três votos para a retirada do Vietname. 

### O Exército da Manchúria
Um esquema foi planejado em 1884 para a formação de um exército na Manchúria para a defesa da região, pretendia-se que 10.000 homens por província (30.000 no total) fossem treinados anualmente durante 1 ano e que um exército forte fosse formado a partir de a região. Contudo, a implementação efectiva deste plano não foi perfeita e as matrículas efectivas caíram muito antes das expectativas. As tropas foram apontadas pelos japoneses como sendo superiores às do Yong Ying, do Estandarte Verde e até mesmo dos vassalos. 
Wu Dacheng foi nomeado para organizar esta força e na década que antecedeu a força deveria ter fornecido 300.000 soldados, no entanto, foi relatado que apenas 170.000 homens estavam organizados e desses menos de 15.000 estavam realmente prontos para o combate, um fracasso total. 

## Terceira fase (1885-1895)

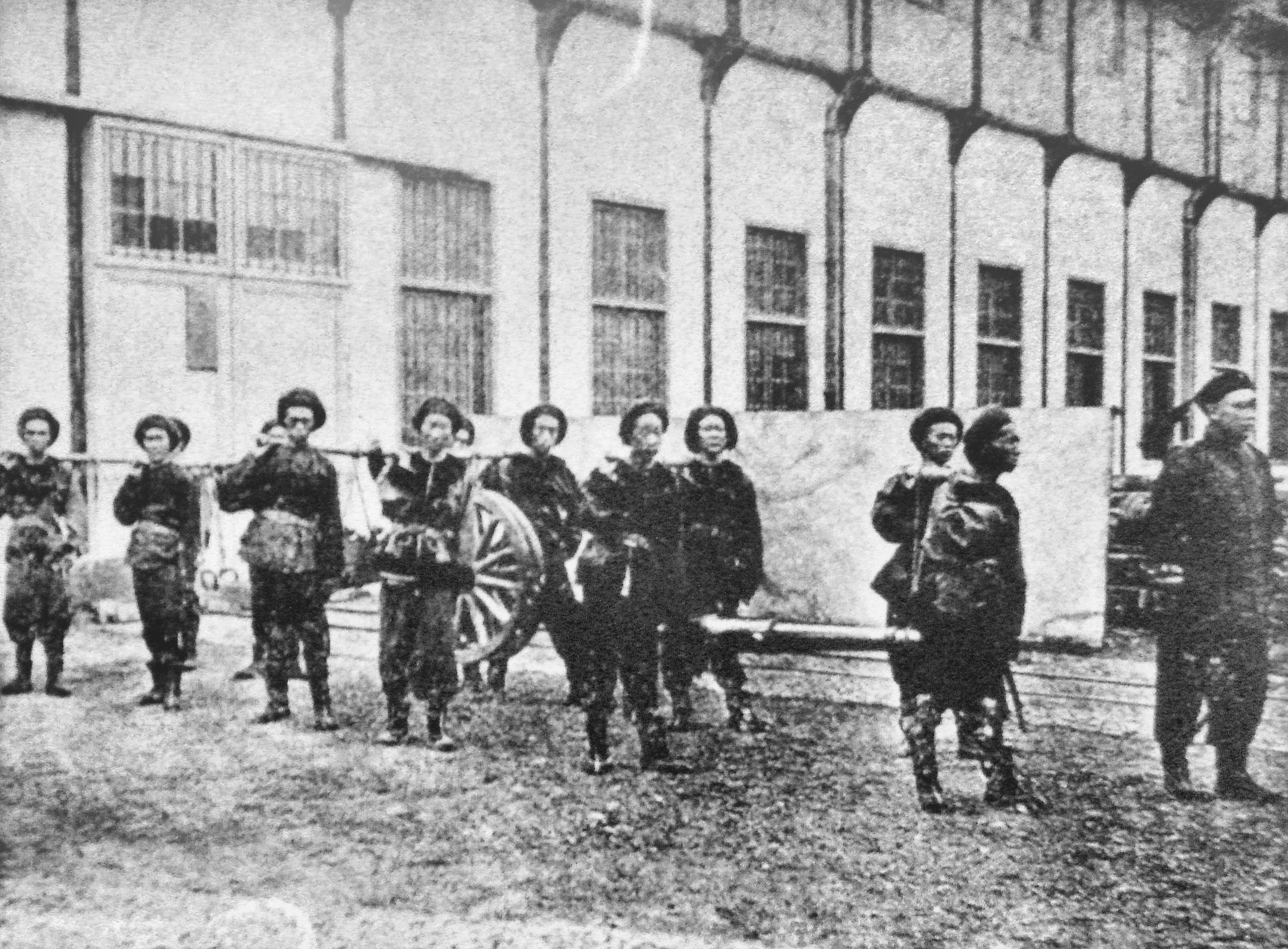
Transporte de armas no Estaleiro de Jiangnan de Xangai.

Na terceira fase das reformas, foram envidados maiores esforços para coordenar a modernização militar global com a criação do Conselho da Marinha. Foram envidados esforços para reduzir a interferência do governo nos projectos industriais, numa tentativa de aumentar a rentabilidade, enquanto a indústria ligeira era promovida pelo governo. 
Nesse período, o entusiasmo pela reforma havia desacelerado. A facção conservadora na corte conseguiu dominar o príncipe Gong e os seus apoiantes.
Embora a ênfase na construção de estruturas e indústrias altas continuasse, a ideia de enriquecer o país através da indústria têxtil ganhou o favor do tribunal; assim, indústrias como a têxtil e a de tecelagem de algodão desenvolveram-se rapidamente.
Exemplos de tais empresas incluem a Guizhou Ironworks, fundada em 1891, e a Hubei Textile Company, fundada em 1894. Tal como todas as outras empresas deste tipo recentemente criadas, eram muito fracas e representavam apenas uma pequena fracção do investimento total na indústria.
Zhang Zhidong fundou a Hubei Textile Company, de propriedade estatal, em 1889. No entanto, todos os seus lucros foram desviados para financiar a Hanyang Ironworks, também fundada no mesmo ano.  Zhang também conseguiu iniciar a cunhagem local de moedas de prata em 1889, seguindo o modelo do dólar de prata espanhol.  Esses "dólares de dragão", batizados com o nome de seu desenho de dragão, pretendiam ser a resposta da China à disseminação de moedas estrangeiras. Foram as primeiras moedas de prata cunhadas à máquina produzidas em massa no país. 
A Shanghai Cotton Cloth Mill era lucrativa, distribuindo um dividendo de 25 por cento em 1893. 
Em 1887, a Mohe Gold Mining Company foi fundada; iniciou suas operações em 1888. De 1888 a 1891, 62.000 onças de ouro foram processadas, gerando lucro 
No entanto, em 1888, os exames imperiais foram ampliados para incluir a disciplina de comércio internacional. Em 1889, uma conferência judicial sobre o início da construção ferroviária foi quase unanimemente a favor da proposta, mas as preocupações de uma maior erosão da soberania para a dominação estrangeira impediram o investimento estrangeiro (e a propriedade), e as próprias finanças do governo foram consideradas insuficientes.  Em 1892, as minas de Kaiping produziam 187.000 toneladas de carvão, reduzindo enormemente a necessidade das agora 300.000 toneladas de importação estrangeira. 
Como resultado da Guerra Sino-Francesa, ocorreu uma crise financeira em Xangai que levou ao colapso de muitos negócios, incluindo os projetos industriais. O desfalque também ocorreu devido à ausência de auditor independente nesses negócios. 
Embora o governo Qing tenha destacado estagiários para a marinha, o treinamento do exército também foi considerado prioritário. Especialmente após a Primeira Guerra Sino-Japonesa, muitos líderes militares viram a sua importância. Antes da primeira Guerra Sino-Japonesa, o governo Qing não equilibrava a concentração nos dois tipos de forças militares. Tendo experimentado o grande fracasso da primeira Guerra Sino-Japonesa e o completo desaparecimento da Frota Beiyang, eles começaram a se concentrar no treinamento do exército terrestre. Desde 1876, o governo Qing enviou milhares de oficiais para academias militares em diferentes países, incluindo Japão, Alemanha, Grã-Bretanha e França. 
Em 1885, com a ajuda da Alemanha, Li Hongzhang fundou a Academia Militar de Tientsin (Tianjin). A academia ofereceu um programa de dois anos ministrado por oficiais do Exército Imperial Alemão em língua alemã. Os assuntos incluíam exercícios, fortificações, topografia, matemática e ciências. 
Houve também uma academia naval estabelecida em Lüshun (Dalian, ou Port Arthur).  Um colégio naval foi inaugurado em Guangzhou em 1887,  e ainda outro em Weihai em 1889,  e um em Jiangning (Nanjing) em 1891. 

### Guerra Sino-Japonesa

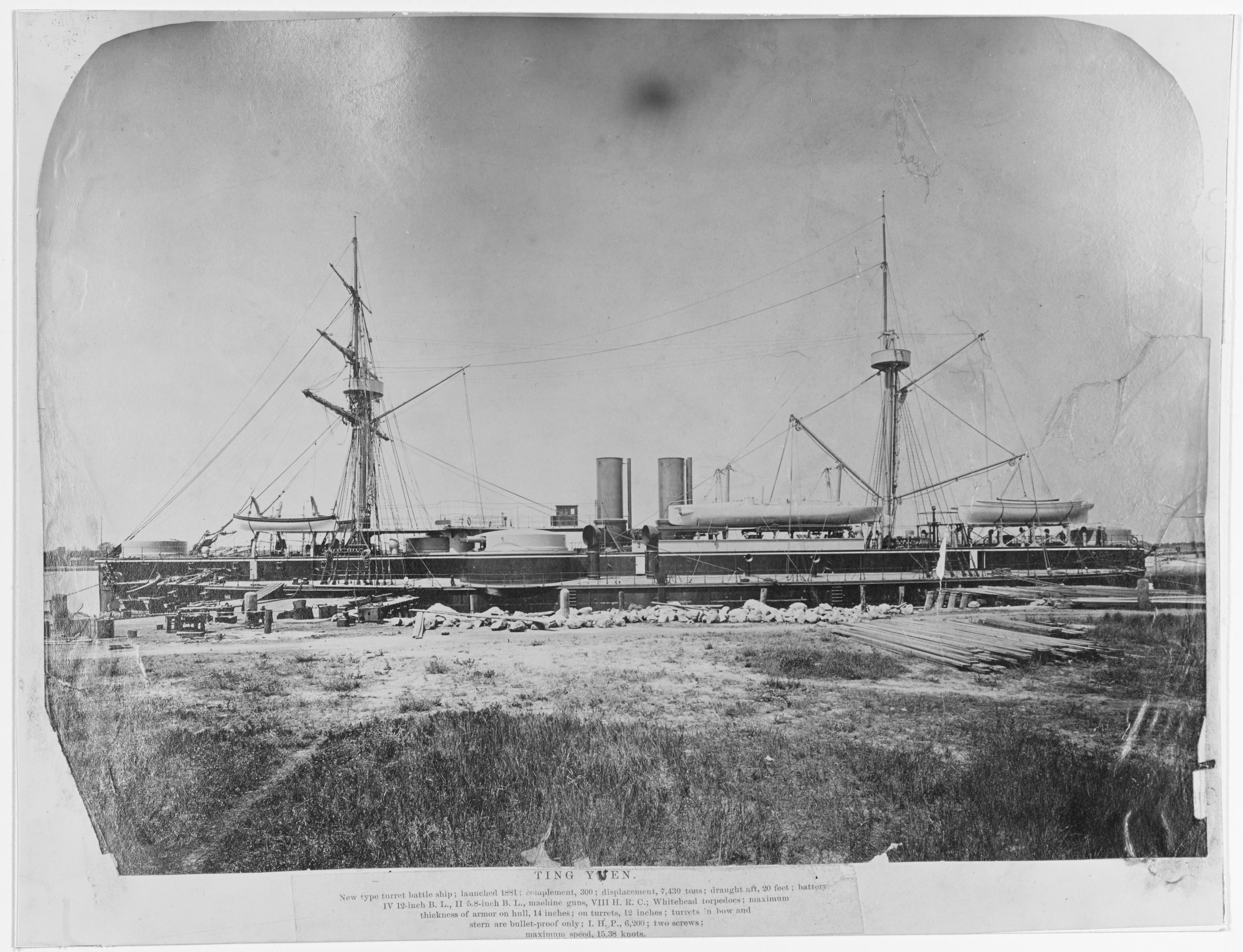
O encouraçado chinês Dingyuan, o carro-chefe da Frota Beiyang

O observador britânico Demetrius Charles de Kavanagh Boulger sugeriu uma aliança anglo-chinesa para conter a expansão russa na Ásia Central, sugerindo uma crença na capacidade militar chinesa eficaz.  O observador militar russo D.V. Putiatia visitou a fronteira China-Rússia em 1888 e observou soldados chineses no nordeste da China, que havia encolhido duas décadas antes pela anexação russa do Amur da Manchúria Exterior. Eles, observou Putiatia, eram potencialmente capazes de se tornarem adeptos das "táticas europeias" sob certas circunstâncias, e os soldados chineses estavam armados com armas modernas, como artilharia Krupp, carabinas Winchester e rifles Mauser. 

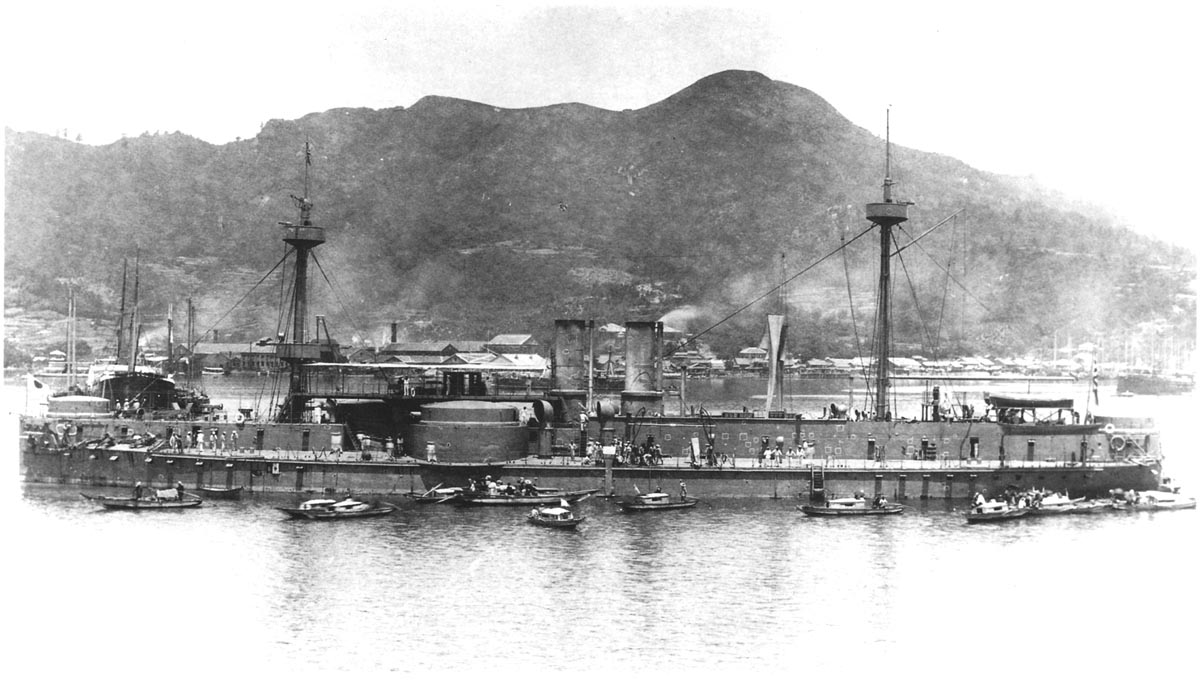
Navio irmão do Dingyuan, navio de guerra blindado Zhenyuan

Observadores estrangeiros relataram que, quando o seu treino foi concluído, as tropas estacionadas na guarnição de Wuchang eram iguais às forças europeias contemporâneas.  Os meios de comunicação social ocidentais durante esta época retrataram a China como uma potência militar em ascensão devido aos seus programas de modernização e como uma grande ameaça para o mundo ocidental, invocando receios de que a China conquistaria com sucesso colónias ocidentais como a Austrália. Os exércitos chineses foram elogiados por John Russell Young, enviado dos EUA, que comentou que "nada parecia mais perfeito" nas capacidades militares, prevendo um futuro confronto entre a América e a China." 
Às vésperas da Primeira Guerra Sino-Japonesa, o Estado-Maior Alemão previu uma vitória para a China e William Lang, que era um conselheiro britânico para os militares chineses, elogiou o treinamento, os navios, as armas e as fortificações chinesas, afirmando que "no No final, não há dúvida de que o Japão deve ser totalmente esmagado". 
Quando foi desenvolvida pela primeira vez pela Imperatriz Viúva Cixi, a Frota Beiyang era considerada a marinha mais forte do Leste Asiático. Antes de seu filho adotivo, o imperador Guangxu, assumir o trono em 1889, Cixi escreveu ordens explícitas para que a marinha continuasse a desenvolver-se e a expandir-se gradualmente.  No entanto, depois que Cixi se aposentou, todo o desenvolvimento naval e militar foi drasticamente interrompido. Muitas vezes há rumores falsos de que as vitórias do Japão sobre a China são culpa de Cixi.  Muitos acreditavam que Cixi foi a causa da derrota da Marinha ao desviar fundos da Marinha para construir o Palácio de Verão em Pequim. No entanto, extensas pesquisas realizadas por historiadores chineses revelaram que Cixi não foi a causa do declínio da marinha chinesa. Na realidade, a derrota da China foi causada pela falta de interesse do Imperador Guangxu em desenvolver e manter as forças armadas.  Seu conselheiro próximo, Grande Tutor Weng Tonghe, aconselhou Guangxu a cortar todo o financiamento para a marinha e o exército, porque ele não via o Japão como uma verdadeira ameaça, e houve vários desastres naturais durante o início da década de 1890 que o imperador considerou mais urgentes. para gastar fundos. 

## Avaliação
Os historiadores são geralmente divididos em dois campos: aqueles como Michael Gasster (1972) e Kwang-Ching Liu, que percebem o movimento de autofortalecimento como um programa de reforma inadequado que estava fadado ao fracasso devido à sua ideologia conservadora, e aqueles como Li Chien Nung, Samuel Chu e Benjamin Elman que se concentram nas lutas políticas no governo Qing, enquanto outra visão foi apresentada por Luke SK Kwong (1984) que argumentou que o movimento foi erroneamente percebido como um fracasso porque não era para ser uma estratégia de defesa para evitar novas perdas militares; ele argumenta que era apenas para ser uma reforma adaptativa, e conseguiu que as ideias ocidentais se espalhassem através do comércio, da construção de academias e da educação no exterior. 
O historiador Immanuel C.Y. Hsu argumenta que o movimento foi uma tentativa superficial de modernizar áreas limitadas da sociedade chinesa. Em flagrante contraste com o programa de modernização muito mais completo da mesma época no Japão, na China ele diz que não houve tentativas de estudar ou assimilar instituições, filosofia ou cultura ocidentais. Houve uma ênfase superficial na tecnologia militar ocidental que se revelou um fracasso na guerra real contra a França em 1884 e contra o Japão em 1894. Hsu identifica seis pontos fracos principais. Primeira falta de coordenação, em que as autoridades provinciais seguiram o seu próprio caminho com pouca cooperação com o governo nacional. Após a Rebelião Taiping, o governo central ficou demasiado fraco para coordenar as províncias. Em segundo lugar, a visão limitada de líderes importantes como Li Hongzhang e Zeng Guofang. Eles não tentaram transformar a China num Estado moderno, mas antes tentaram fortalecer militarmente a velha ordem. Em terceiro lugar, havia uma escassez de capital. Os lucros que as empresas criaram foram redistribuídos aos acionistas e não reinvestidos, pelo que houve pouco crescimento económico. Quarto, as potências ocidentais e o Japão Imperial mantiveram forte pressão sobre a China, o que impediu uma concentração nos inimigos internos. No entanto, apoiaram a modernização dos desenvolvimentos nos Portos do Tratado. Em quinto lugar, havia um sentido moral de superioridade tradicional chinesa sobre os valores ocidentais modernos. Isto produziu, por um lado, uma cautela excessiva, uma superabundância de incompetência e uma corrupção contínua. Finalmente, a grande maioria da pequena nobreza e dos mandarins considerava as relações exteriores e o Ocidente em geral vulgares e hostis às glórias da civilização chinesa.   
Em contraste com a ideia de que o Movimento foi uma “mera ilusão”, David Pong afirma que alguns estudiosos têm uma visão muito divergente, de que o movimento foi um “quase sucesso”. Wang Erh-min e outros historiadores afirmam que a ideologia confucionista não era incompatível com as ideias ocidentais, mas em alguns casos era uma base para a formulação de novas ideias: alguns estudiosos eram receptivos à ciência, à tecnologia e até às instituições políticas ocidentais.  A compreensão chinesa do confucionismo foi transformada durante o autofortalecimento, voltando-se para a praticidade (a Escola de Estadística Prática, aprendizagem substancial). Albert Feuerwerker argumenta que esta mudança estava, em última análise, ligada às propostas de reforma da década de 1890, ou seja, a Reforma dos Cem Dias, e daí as Novas Políticas. A ciência ocidental foi integrada na cosmovisão confucionista como uma interpretação e aplicação dos princípios confucionistas. Para alguns estudiosos reformistas, o foco no confucionismo foi corroído em favor dos princípios legalistas de bianfa (reforma do estado), fujiaang (riqueza e poder do estado) e até mesmo shangzhan (guerra económica). 
Na opinião de Frances Molder, as sociedades pré-modernas do Japão e da China eram em grande parte semelhantes. O fracasso do movimento de Auto-Fortalecimento em comparação com a Restauração Meiji deve, portanto, ser atribuído à maior exposição económica da China ao mundo exterior (em comparação com Sakoku do Japão), o que levou a uma incursão ocidental mais extensa. Isto levou a convulsões socioeconómicas mais graves na China devido às Guerras do Ópio e rebeliões associadas. Isto, por sua vez, tornou-se a raiz do desmoronamento e da descentralização do governo chinês, prejudicando a capacidade da China de financiar o desenvolvimento. 
Duas fontes de conflito caracterizaram a política da Corte durante o período do Movimento de Autofortalecimento. A primeira foi a luta pela influência entre as facções conservadoras e progressistas/pragmáticas nos tribunais. A outra foi o conflito entre os interesses do governo central e os novos interesses regionais. Estas tensões determinaram o caráter e, em última análise, os sucessos e fracassos do movimento.

### Política judicial
Os opositores das reformas argumentaram que os fundos públicos seriam mais bem gastos na construção de apoio público ao governo e sugeriram que os funcionários ocidentalizados podem já não ser leais à China. Foi apontado em debates judiciais que os Estados Unidos e a Rússia, ambos possuindo uma marinha muito inferior à britânica, derrotaram ou pelo menos desafiaram o domínio britânico. A industrialização foi criticada por potencialmente aumentar o desemprego ao eliminar empregos no sector da produção manual, ou que a compra de equipamento industrial agravaria a desigualdade de rendimentos, uma vez que estes só seriam propriedade e beneficiariam os ricos. Temia-se que as ferrovias fossem usadas por exércitos estrangeiros para avançar mais profundamente no território chinês. A suspeita de que os ocidentais iriam reter o melhor armamento e vender apenas equipamentos obsoletos à China também foi considerada. Apareceram anúncios antiocidentais que detalhavam a miséria da África e da Índia sob o domínio ocidental e alertavam que a China seria a próxima. A inundação de produtos industriais estrangeiros na China prejudicou a economia da China e a construção de ferrovias levou à miséria para os trabalhadores dos transportes tradicionais, como os que operam no Grande Canal da China. 
Tanto as facções conservadoras quanto as progressistas acreditavam na modernização militar e na adoção de tecnologia militar do Ocidente, onde diferiam na reforma do sistema político. Conservadores como o príncipe Duan, que eram xenófobos e não gostavam de estrangeiros, ainda adotaram o armamento ocidental e usaram-no para equipar os seus exércitos. Durante a Rebelião dos Boxers, a facção conservadora foi liderada pelo príncipe Duan e Dong Fuxiang, que equiparam suas tropas com rifles e armas ocidentais, mas os fizeram usar uniformes militares tradicionais chineses em vez de uniformes de estilo ocidental.
A facção conservadora foi liderada pela imperatriz viúva Cixi, que se tornou a figura política mais poderosa na corte imperial Qing depois de se tornar regente de seu filho, o imperador Tongzhi, durante seus anos como menor. Seu poder e status na corte imperial foram fortalecidos ainda mais em 1875, quando ela se tornou regente de seu sobrinho, o imperador Guangxu, que ascendeu ao trono após a morte do imperador Tongzhi. A imperatriz viúva era perita em manipular a política e a rivalidade da corte em seu benefício. Ela teve que aceitar as reformas do Príncipe Gong e dos seus apoiantes inicialmente devido ao papel do Príncipe Gong em ajudá-la a tomar o poder e devido à sua relativa inexperiência em assuntos políticos. No entanto, à medida que a sua perspicácia política se desenvolveu ao longo dos anos, o seu apoio a qualquer uma das facções dependeria das circunstâncias políticas. Cada vez mais, ela começou a minar a influência da facção do Príncipe Gong, apoiando a oposição dos conservadores (Príncipe Chun, Woren, Li Hongzao) e as críticas às reformas. O Príncipe Gong também foi temporariamente afastado de seu cargo várias vezes para minar sua influência. A morte de Wenxiang em 1876 enfraqueceu ainda mais a posição do Príncipe Gong. O sucesso final da imperatriz viúva ficou evidente com a remoção do príncipe Gong do poder em 1884.
Tanto as facções pró como as anti-reforma defenderam fortemente a recentralização do poder político nas mãos da corte imperial como um meio de pôr um fim decisivo às disputas perpétuas sobre a questão da ocidentalização. No entanto, o Tribunal Imperial não estava preparado para assumir a responsabilidade direta pela governação devido à presença no tribunal de um grande número de detentores de sinecuras manchus incompetentes, necessários para reforçar a lealdade manchu ao regime. Além disso, a corte imperial recusou-se a tomar qualquer posição clara sobre as reformas, de modo a evitar alienar qualquer uma das facções e, portanto, perder os principais apoiantes do regime; A imperatriz viúva Cixi precisava apaziguar os conservadores devido ao seu desrespeito à lei dinástica ao instalar o imperador Guangxu como seu fantoche. A descentralização do governo também proporcionou à família Aisin-Gioro a oportunidade de utilizar uma estratégia de dividir para governar para se manter no poder, manipulando os seus súditos uns contra os outros.  A corte imperial mostrou-se letárgica e tímida nas suas tentativas de controlar as finanças regionais e provinciais. 

### Questões regionais

#### Militares

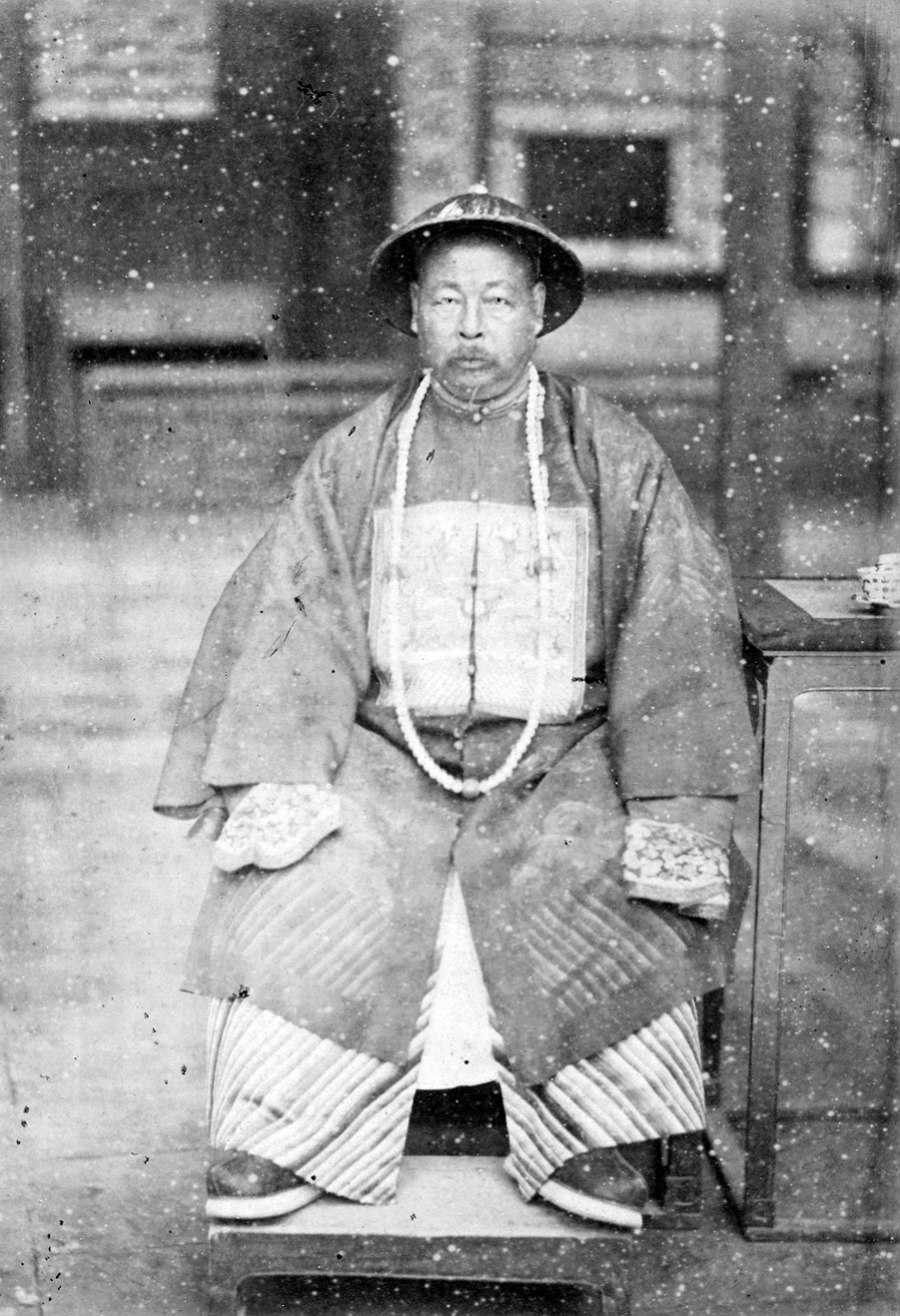
Zuo Zongtang, 1875

Jane E. Elliott criticou a alegação de que a China se recusou a modernizar ou foi incapaz de derrotar os exércitos ocidentais como simplista, observando que a China embarcou em uma modernização militar massiva no final de 1800, após várias derrotas, comprando armas de países ocidentais e fabricando as suas próprias em arsenais., como o Arsenal de Hanyang durante a Rebelião dos Boxers. Além disso, Elliott questionou a afirmação de que a sociedade chinesa ficou traumatizada pelas vitórias ocidentais, já que muitos camponeses chineses (90% da população naquela época) que viviam fora das concessões continuavam com a sua vida quotidiana, ininterruptamente e sem qualquer sentimento de "humilhação". 
Os historiadores julgaram que a vulnerabilidade e a fraqueza militar da dinastia Qing no século XIX se baseavam principalmente na sua fraqueza naval marítima, enquanto alcançava sucesso militar contra os exércitos ocidentais em terra. O historiador Edward L. Dreyer disse que "as humilhações da China no século XIX foram fortemente relacionado com a sua fraqueza e fracasso no mar No início da Guerra do Ópio, a China não tinha uma marinha unificada e não tinha noção de quão vulnerável era ao ataque a partir do mar. ..Na Guerra das Flechas (1856-60), os chineses não tiveram como evitar que a expedição anglo-francesa de 1860 navegasse para o Golfo de Zhili e pousasse o mais próximo possível de Pequim. Enquanto isso, chineses novos, mas não exatamente modernos. os exércitos suprimiram as rebeliões de meados do século, enganaram a Rússia para um acordo pacífico de fronteiras disputadas na Ásia Central e derrotaram as forças francesas em terra na Guerra Sino-Francesa (1884-85). tráfego de navios a vapor para Taiwan forçou a China a concluir a paz em condições desfavoráveis." 
As derrotas militares sofridas pela China foram atribuídas ao partidarismo dos governadores militares regionais. Por exemplo, a Frota Beiyang recusou-se a participar na Guerra Sino-Francesa em 1884,  a Frota Nanyang retaliou recusando-se a desdobrar-se durante a Guerra Sino-Japonesa de 1895.  Li Hongzhang queria manter pessoalmente o controle desta frota, muitos dos principais navios entre eles, mantendo-a no norte da China e não deixando-a cair no controle das facções do sul.  A China não tinha um único almirantado encarregado de todas as marinhas chinesas antes de 1885;  as marinhas do norte e do sul da China não cooperaram, portanto as marinhas inimigas precisavam apenas combater um segmento da marinha da China. 
Durante a fase posterior da Rebelião Taiping (1850–64), os governadores provinciais foram autorizados a formar os seus próprios exércitos, os Yong Ying, para lutar contra os rebeldes; muitas dessas forças não foram dissolvidas após o fim da rebelião, como o Exército Huai de Li Hongzhang ou o Exército Chu de Zuo Zongtang. Franz Michael e Stanley Spector, bem como Lo Erh-kang e P'eng Yü-hsin afirmaram que estas organizações político-militares regionais minaram a governação central. 
Nas forças de Yong Ying, foram enfatizados fortes laços, laços familiares e tratamento respeitoso das tropas.  Os oficiais nunca foram rotacionados e os soldados foram escolhidos a dedo por seus comandantes, e os comandantes por seus generais, de modo que laços pessoais de lealdade se formaram entre os oficiais e as tropas, ao contrário das forças do Estandarte Verde e de outros estandartes.  Estas reformas não estabeleceram um exército nacional; em vez disso, mobilizaram exércitos e milícias regionais que não tinham padronização nem consistência. Os oficiais eram leais aos seus superiores e formavam grupos com base em seu local de origem e formação.
Os oficiais das camarilhas do exército Chu e Huai eram conhecidos por se unirem e eram antagônicos aos membros do outro grupo. No entanto, Zeng Guofan desmantelou as suas forças e Li Hongzhang desmobilizou metade das suas forças, demonstrando que se restringiam de usurpar excessivamente o poder do tribunal. Além do regionalismo, as lealdades e a autonomia particularistas de menor escala, como o provincianismo e o localismo subdistrital, também impediram a consolidação do poder pelos líderes regionais. As bases de poder dos líderes regionais foram igualmente diluídas através da rotação constante de funcionários pela corte imperial. Como resultado, nem o governo central nem os líderes regionais tiveram agência para empreender uma modernização em grande escala. Isto contrastou com a situação no Japão, onde os senhores feudais foram pioneiros de forma independente na utilização de nova tecnologia militar para combater o Xogunato, que por sua vez foram pressionados a competir pelo domínio tecnológico militar. 
O desdém confucionista pelos militares foi posto de lado pela necessidade crescente de profissionalismo militar, com os académicos a tornarem-se fortemente militarizados e muitos oficiais de origens não académicas ascendendo a altos comandos e até a altos cargos na burocracia civil; os militares ofuscaram o serviço civil.  Em total contradição com a doutrina confucionista, foram influenciados pelas ideias alemãs e japonesas de predominância militar sobre a nação e, juntamente com a ausência de unidade entre as várias camarilhas da classe oficial, levaram à fragmentação do poder na era posterior dos Senhores da Guerra (1916–1930). 

#### Industrialização
Nas "empresas mercantis supervisionadas pelo governo", o papel de supervisão normalmente não era preenchido pelo governo imperial na capital, mas sim por funcionários regionais como Li Hongzhang, governador-geral de Zhili, que patrocinou a China Merchants' Steam Navigation Company, a fábrica de tecidos de algodão de Xangai, as minas de ouro de Mohe e outras, ou Zhang Zhidong, governador-geral de Hubei e Hunan, sobre a siderúrgica de Hanyang, as minas de ferro de Daye e as minas de carvão de Pingxiang. A influência de Li Hongzhang resultou de seu controle do Exército Huai desde a Rebelião Taiping em diante, de sua garantia de nomeações importantes em todo o império para seus associados, bem como de sua influência sobre as finanças das ricas províncias do delta do Yangtze. Li mudou-se para adquirir influência suficiente para rivalizar com a corte imperial, dominando a produção de armas, as receitas alfandegárias marítimas e todas as forças militares na metade norte do país. Os projectos industriais foram frequentemente promovidos a fim de consolidar os homens fortes políticos regionais, exacerbando a fragmentação do poder. As lutas interfaccionais para obter financiamento para projectos eram comuns.  Após a rebelião de Taiping, o equilíbrio de poder passou do governo central para os governadores regionais, que conseguiram controlar de forma independente a maior parte das receitas fiscais nas suas respectivas províncias. Uma vez que as tarifas de importação estrangeira foram aplicadas pelos tratados desiguais apoiados pelos militares ocidentais, e estes foram em grande parte incapazes de arrancar o controlo da governação fiscal às autoridades regionais, o governo central na capital só poderia influenciar uma parte muito minúscula do sistema fiscal. Isto contrasta fortemente com a reforma tributária de 1873 no Japão Meiji, onde após a unificação do Japão na Guerra Boshin, todos os impostos sobre a terra no Japão foram padronizados e cobrados pelo recém-formado governo central da oligarquia Meiji, que formaria a maior parte do financiamento. para o novo governo japonês unificado e seus projetos militares e industriais até o final do século XIX.  As taxas de impostos chinesas na época eram extremamente baixas. A receita do governo central foi inferior a 3% do Produto Nacional Bruto. 

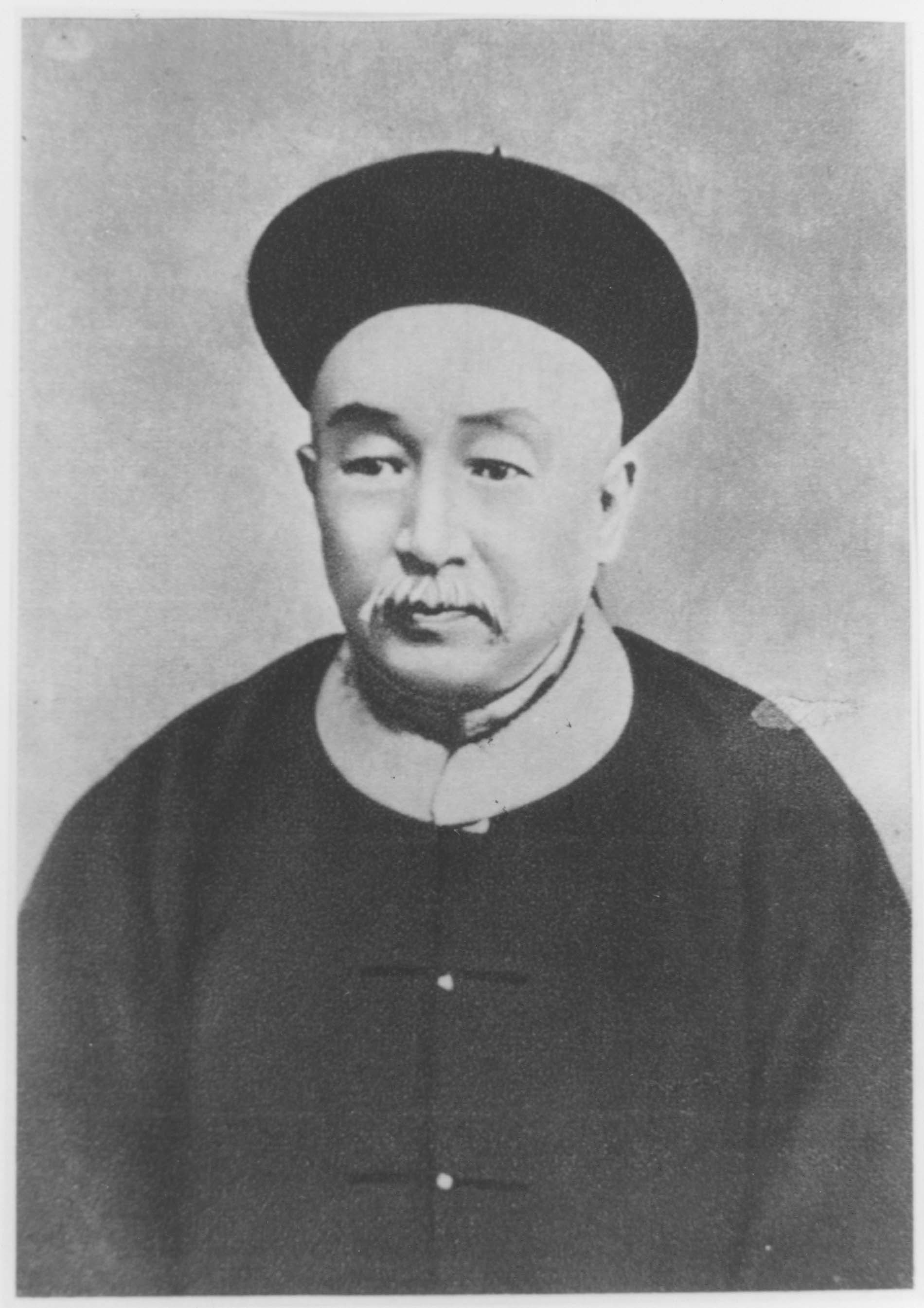
Ministro dos Transportes, Sheng Xuanhuai

Kenneth Walker criticou a ênfase colocada no conservadorismo cultural como um factor de atraso na industrialização da China, salientando que Sheng Xuanhuai e os seus primeiros colegas industriais eram empresários capazes e talentosos que geraram muito lucro com as suas operações. Ele considera que eles apenas cumpriram o princípio do aumento do risco no cálculo da liquidez, dos fundos de substituição de capital e das expectativas de curto e longo prazo, enquanto as suas empresas permaneceram altamente bem-sucedidas comercialmente. Embora estes primeiros industriais tivessem ambições políticas enquanto funcionários académicos e ocasionalmente gastassem os seus fundos em ajuda humanitária, salienta-se que o mesmo fizeram os proprietários de fábricas britânicos contemporâneos. Ele postulou que o lento avanço da industrialização se devia principalmente ao tamanho dos esforços industriais modernos em relação à expansão da China. 
Albert Feuerwerker enfatizou que estes projetos industriais foram notáveis pela enorme diversidade de campos em que embarcaram, envolvidos na mineração de carvão e ferro, produção de aço, manufatura têxtil, telegrafia, navios a vapor, ferrovias e bancos modernos. Além disso, eram empresas lucrativas. Estes, considera ele, são especialmente notáveis à luz do facto de que estes projectos industriais foram inteiramente inovadores para a China e, no entanto, simultaneamente impedidos pela feroz concorrência estrangeira devido aos termos comerciais desequilibrados dos tratados desiguais, à escassez de capital e de mão-de-obra qualificada, e às políticas governamentais. ganância. A interferência governamental nestes projectos industriais ajudou os comerciantes compradores locais a sobreviver e a prosperar face à esmagadora superioridade estrangeira. Feuerwerker observa que as potências ocidentais foram mais agressivas no estabelecimento de fábricas na China do que no Japão, utilizando trabalhadores locais baratos para lucrar com o mercado chinês, desviando muitos dos benefícios da industrialização. 

### Estatísticas de produção

#### Produção Militar

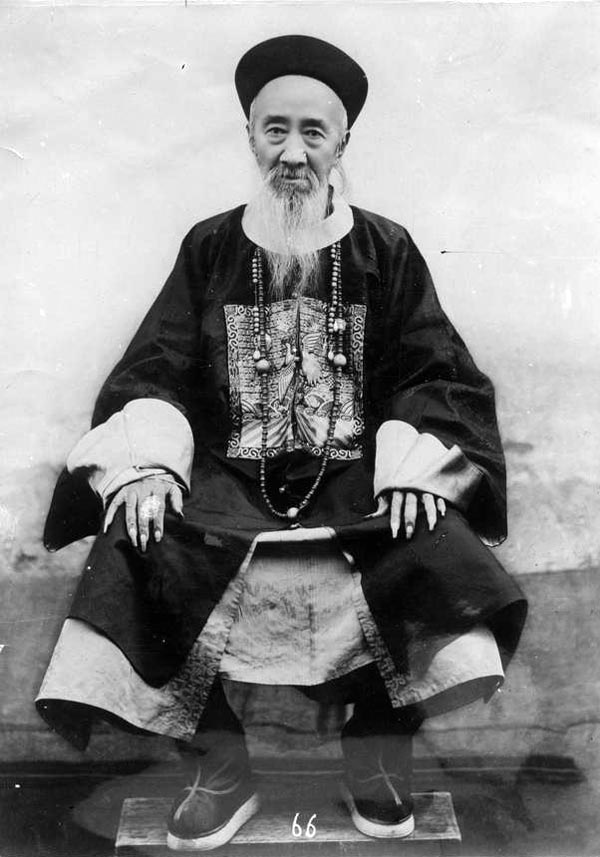
Zhang Zhidong, o criador do Arsenal de Hanyang

O Arsenal de Jiangnan produziu 65.000 rifles, 742 canhões, 6.700.000 toneladas de pólvora, 1.600.000 cartuchos, 8.700.000 balas, 1.500 minas terrestres e navais e 15 navios de 1867 a 1895. Isto foi insuficiente para armar o exército permanente do Japão ou os vassalos Qing. O arsenal de Fuzhou produziu 2 cruzadores, 12 canhoneiras e 14 outros navios de guerra de 1875 a 1884; 2 navios de guerra, 7 cruzadores, 6 navios de defesa, um navio de transporte e 3 navios de treinamento foram produzidos após 1885. 
O Arsenal de Hanyang em 1891 foi classificado como capaz de produzir anualmente, quando completo, um total de 15.000 rifles, 100 peças de artilharia e munição suficiente para as armas produzidas. Em 1901, 7 anos após a abertura do arsenal, a produção anual era de pouco menos de 11.000 rifles e mais de 1.825 peças de artilharia. 

#### Produção não militar
De 1867 a 1904, o Arsenal de Jiangnan produziu 138 tornos, 84 guindastes, 117 furadeiras e 77 bombas, além disso, o Arsenal de Fuzhou produziu 66 máquinas-ferramentas e a fábrica de máquinas de Sichuan produziu 58 tipos diferentes de máquinas apenas em 1885, totalizando mais de 206 máquinas em produção. As fábricas, entretanto, sofriam com a falta de capital humano e financeiro, já que o governo Qing não investiu pesadamente nas fábricas. 

## Lista de arsenais na China Qing
- Arsenal de Hanyang
- Estaleiro Jiangnan
- Arsenal de Taiyuan
- Lanchow Arsenal (Arsenal de Lanzhou) construído pelo Exército Chu
- Arsenal de Fucheu
- Grande Arsenal Hsi-Ku

## Lista de exércitos modernizados na China Qing
- Jiangnan Daying
- Yong Ying
- Exército Xiang
- Exército Chu
- Exército Huai
- Bravos de Kansu
- Exército Tenaz
- Hushenying
- Força de Campo de Pequim
- Shenjiying
- Corpo de Wuwei
- Exército de Beiyang
- Novo Exército
- Frota de Beiyang
- Frota de Fujian
- Frota de Nanyang
- Shuishiying